# Jurij Ivanovics Jehanurov
Jurij Ivanovics Jehanurov (ukránul: Юрій Іванович Єхануров; Belkacsi, 1948. augusztus 23. –) ukrán politikus, 2005–2006 között Ukrajna miniszterelnöke volt. 2007. december 18-tól védelmi miniszter.
A Szovjetunió oroszországi területén, a mai Szaha Köztársaságban, az akkori Jakut Autonóm SZSZK-ban, Belkacsi faluban született. Burját nemzetiségű. 1963 óta él Ukrajnában, ahol életének nagyobb részét töltötte és ahol karrierjét felépítette. A közgazdaság-tudományok kandidátusa. Nős, egy fia van.

## Szakmai karrierje
Jehanurov 1967-ben végezte el a kijevi építőipari technikumot, majd 1973-ban a Kijevi Népgazdasági Főiskolát. Első munkahelye a "Kijivmiszkbud" építőipari vállalat 4. sz. vasbetongyára volt, ahol művezetőként kezdte szakmai pályafutását. Gyorsan emelkedett a ranglétrán, és 1977-1978 között a "Buddetal" vállalatcsoport termelési igazgató-helyettese volt. 1978-ban a "Kijivmiszkbudkomplekt" vezetője lett, majd 1985-1988 között ismét a "Buddetal"-nál dolgozott, annak igazgatójaként. 1988-tól három évig a kijevi városi építőipari főigazgatóság, a "Holovkijivmiszkbud" vezetőségének a tagja volt, ahol a gazdasági kérdésekért felelt.

## Politikusként
1991-től, a független Ukrajna létrejötte után Jehanurov a Kijevi Városi Tanácsnál dolgozott, ahol a városi gazdasági reformokat felügyelte. 1993-ban a gazdasági miniszter helyettesévé nevezték ki, majd 1994 és 1997 között a privatizációt felügyelő Állami Vagyonalap igazgatója volt. 1997-ben Pavlo Lazarenko kormányában rövid ideig ő volt a gazdasági miniszter. Az 1998-as parlamenti választásokon Zsitomir egyik egyéni körzetéből választották képviselővé.
1999-2001 között Viktor Juscsenko kormányában első miniszterelnök-helyettes volt. A Juscsenko-kormány 2001-es menesztése után Jehamurov csatlakozott Juscsenko Mi Ukrajnánk pártjához. Rövid ideig, 2001 júniusa és novembere között Leonyid Kucsma Elnöki Adminisztrációjának első elnök-helyettese volt. A 2002-es parlamenti választásokon Jehanurov a Mi Ukrajnánk pártlistájáról ismét bekerült az ukrán parlamentbe, a Verhovna Radába (Legfelsőbb Tanács), ahol az iparpolitikáért és vállalkozásokért felelős bizottságot vezette.
2005 márciusában a Mi Ukrajnánk Népi Szövetség végrehajtó bizottságának elnökévé választották. 2005. április elsején a Dnyipropetrovszki terület megyei közigazgatási hivatala (megyei adminisztráció) elnökévé nevezték ki, ezt a posztot miniszterelnöki kinevezéséig töltötte be.

## Miniszterelnökként
2005. szeptember 8-án, miután az ukrán parlament menesztette az előző kormányt, Viktor Juscsenko elnök Jehanurovot nevezte ki miniszterelnökké. Ezt a posztot 2006. augusztus 4-éig, Viktor Janukovics kinevezéséig töltötte be. Jelölését a parlamentben Julija Timosenko hevesen ellenezte. Megválasztásához két szavazási fordulóra volt szükség, hogy meglegyen a kellő számú támogató szavazat. Az első körben három vokson bukott el az indítvány. A második kört megelőzően Juscsenko és néhány ellenzéki csoport megállapodást kötött, és így sikerült biztosítani a kellő számú szavazatot. Két párt – a kommunisták és az Egyesített Szociáldemokrata Párt – távol maradt a szavazástól.
Jekanurovot inkább egy jó "gazdának" tartják, semmint politikusnak. Juscsenkóhoz hasonlóan ő is a liberalizáció és a privatizáció híve. Ellenezte viszont a Leonyid Kucsma idejében vélhetően törvénytelenül privatizált vállalatok esetében a magánosítási folyamat felülvizsgálatát.

## Gázválság és következményei
Jehanurov hivatali idejére esett a 2006 januárjában Oroszország és Ukrajna között kirobbant „gázháború”. Az orosz Gazprom a még a szovjet időszak maradványaként mesterségesen alacsonyan tartott árakat a világpiaci árakhoz akarta igazítani Ukrajna esetében is. Ukrajna az Európába irányuló és a területén áthaladó gáztranzit korlátozásával próbált ellenlépéseket tenni. Miután pár napra Ukrajna beszüntette az orosz gáz tranzitját, 2006. január 4-én a két ország aláírt egy szerződést, amely új alapokra helyezte az ukrajnai gázszállítás és gáztranzit rendszerét. Az új szerződés számos olyan ukrán gazdasági és politikai csoport érdekeit sértette, amelyek korábban profitáltak a gázszállításokból. Ezért a parlamentben 2006. január 10-én bizalmatlansági indítványt nyújtottak be a Jehanurov-kormány ellen, de a kormányt nem sikerült meneszteni. Jekanurov akkor bejelentette, hogy a márciusi parlamenti választást követően a parlamentben többséggel bíró kormány felálltáig nem mond le. A botrányokkal tarkított kormányalakítási tárgyalások elhúzódása miatt a márciusi választást követően csak négy hónappal később, augusztus elején alakult meg az új kormány Viktor Janukovics vezetésével, addig a Jehanurov-kormány ügyvezetőként a helyén maradt.

## Külső hivatkozások
- Jurij Jehanurov hivatalos honlapja Archiválva 2021. május 15-i dátummal a Wayback Machine-ben